# Tượng Quan Thế Âm

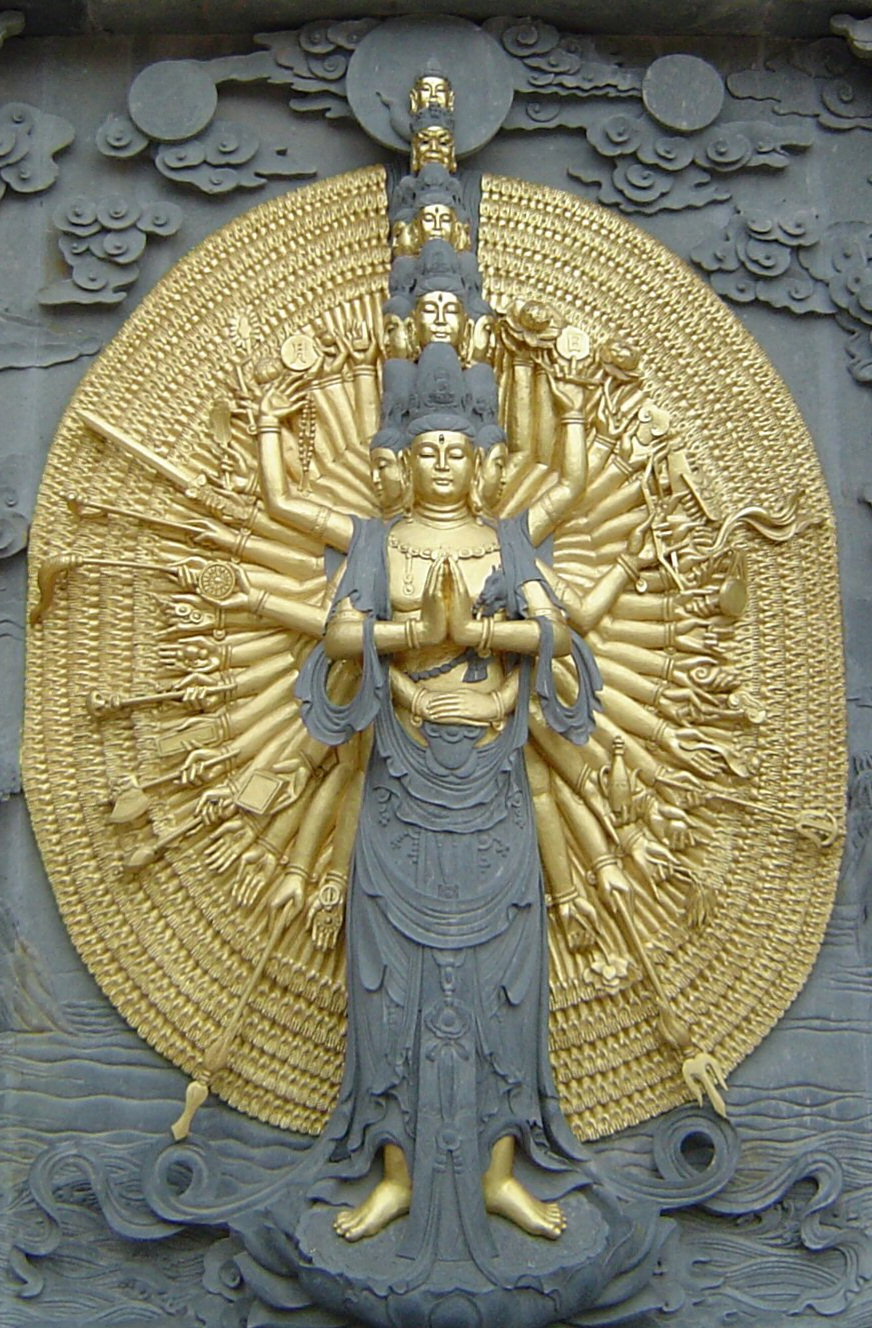
Chạm trổ Quan Âm tại Trung Quốc. Nhiều cánh tay của Bồ tát tượng trưng cho khả năng cứu giúp chúng sinh vô tận

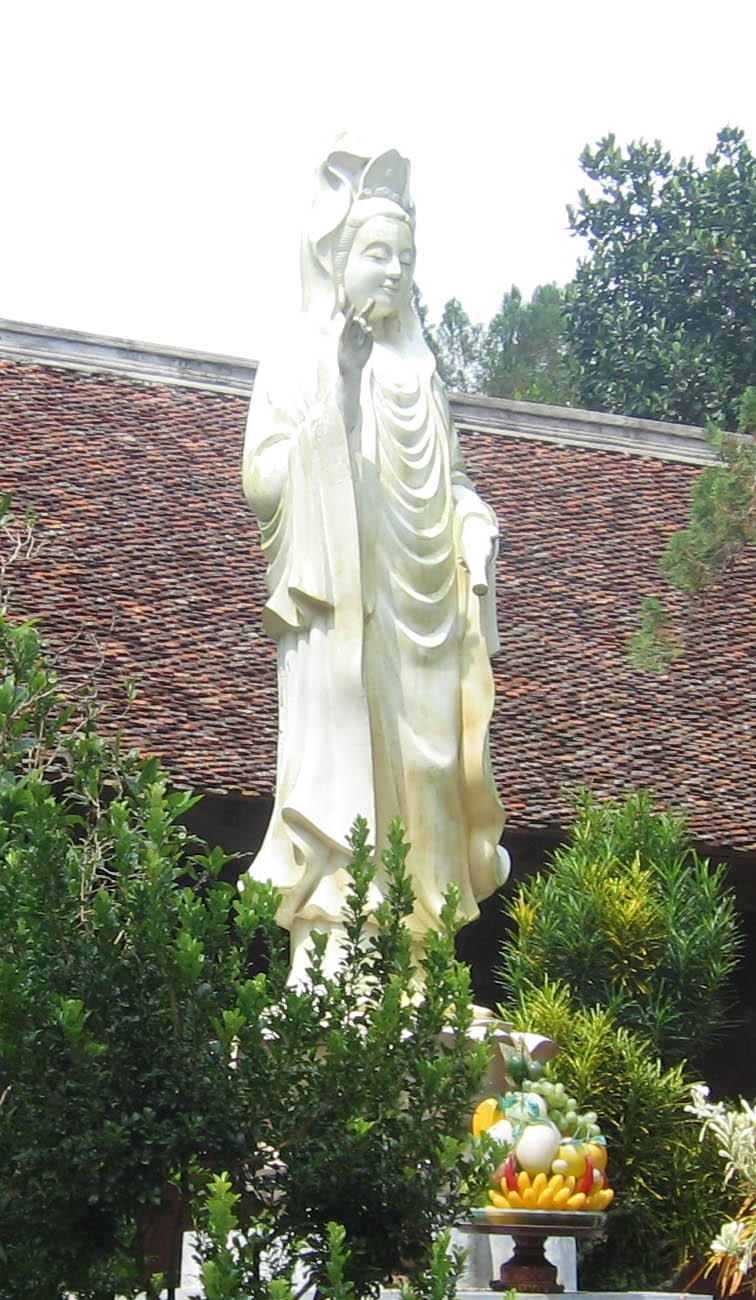
Tượng Quan Âm Cam lồ ở chùa Bổ Đà, Bắc Giang

Tượng Quan Thế Âm, hay còn gọi là tượng Quan Âm, là một sản phẩm điêu khắc, tạc lại hình tượng Quan Thế Âm. Các hình thức tượng rất đa dạng, phụ thuộc vào sự gia nhập của Phật giáo tại mỗi quốc gia và phụ thuộc cả vào các câu truyện dân gian, truyền thuyết của mỗi nước. Qua nhiều thăng trầm, biến cố lịch sử xã hội cũng như của Phật giáo cũng đã để lại dấu vết ở các bức tượng, văn hóa vật thể. Tựu trung lại, tượng Quan Âm có thể coi là biểu tượng Phật giáo và là một tác phẩm mang đầy tính nghệ thuật, thể hiện trình độ khéo léo của nghệ nhân cũng như là sự gởi gắm tình cảm, niềm tin vào Phật giáo của người xưa. Xu hướng làm tượng Quan Âm hiện nay rất phát triển, không chỉ để phục vụ tín ngưỡng mà còn để trang trí nội thất, làm tặng phẩm lưu niệm. Tuy nhiên, mặc dù các tượng này cũng khá đẹp và tinh xảo, nhưng do không được trải qua nghi thức "hô thần nhập tượng" nên chúng chỉ có giá trị như đồ thủ công mỹ nghệ. Trong số các loại hình tượng Quan Âm thì tượng Quan Âm nghìn mắt nghìn tay là một hình thức tượng hóa thân đặc sắc nhất.

## Lịch sử thờ phụng

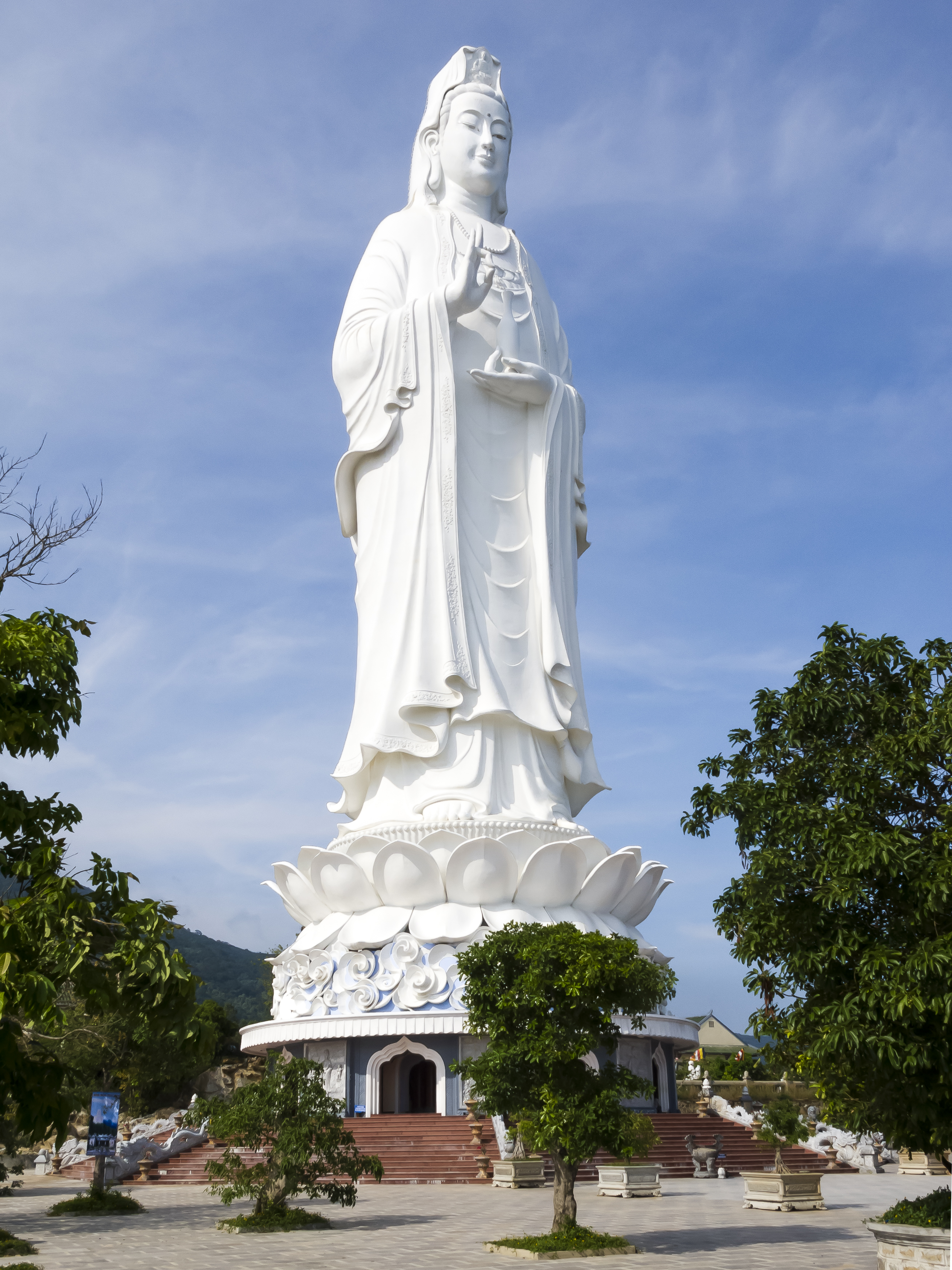
Tượng Quán Thế Âm cao 67m ở bán đảo Sơn Trà, Đà Nẵng

Vào cuối thế kỷ IX, một vài biểu tượng của Quan Thế Âm được tìm thấy ở Ajanta, Ấn Độ, trên các bức bích họa và trong điêu khắc, trên một ngôi đền ở Bhuvaneshvar và nhiều nơi khác nữa. Ở Đông Nam Á, những bức tượng giả đồng tại Java, Sumatra và những tác phẩm điêu khắc ở Angkor, những bức phù điêu trên các stupa ở Borobudur, Java là những báo trước về tượng bốn mặt khổng lồ của Lokesvara (Quan Thế Âm, theo tiếng Khmer). Ở Campuchia, nhiều bức tượng Lokesvara cũng được tìm thấy với toàn thân được bao bọc bằng hàng trăm hình tượng nhỏ về các vị "tán quang Phật" (radiating Buddha). Ở Sri Lanka cũng có các hình tượng về Quan Thế Âm có niên đại từ thế kỷ VIII đến thế kỷ IX. Ở Việt Nam, người ta cũng tìm thấy các tượng này như: tượng chân dung Avalokitesvara ở Mỹ Đức, Quảng Nam (thế kỷ IX-X); đầu tượng Avalokitesvara (thế kỷ VII-VIII); tượng Avalokitesvara Padmapani bằng đồng (thế kỷ VII-VIII), cao 31 cm... Những cổ vật này của Việt Nam hiện nay đang được lưu giữ ở Viện bảo tàng DTH Linden, Stuttgart, Đức.

## Giới tính của Quan Thế Âm
Tại Trung Quốc - đến thế kỷ X - Quan Âm còn được giữ dưới dạng nam giới, thậm chí trong hang động ở Đôn Hoàng, người ta thấy tượng Quan Âm để râu. Đến khoảng thế kỷ thứ X thì Quan Âm được vẽ mặc áo trắng, có dạng nữ nhân. Có lẽ điều này xuất phát từ sự trộn lẫn giữa đạo Phật và đạo Lão trong thời này. Một cách giải thích khác là ảnh hưởng của Mật tông (xem Tantra) trong thời kì này: đó là hai yếu tố Từ bi (sa. maitrī-karuṇā) và Trí huệ (sa. prajñā) được thể hiện thành hai dạng nam nữ, mỗi vị Phật hay Bồ Tát trong Mật tông đều có một "quyến thuộc" nữ nhân. Vị quyến thuộc của Quán Thế Âm được xem là vị nữ thần áo trắng Đa-la (sa. tārā), và Bạch Y Quan Âm là tên dịch nghĩa của danh từ đó. Kể từ đó quần chúng Phật tử Trung Quốc khoác cho Quan Âm áo trắng và xem như là vị Bồ Tát giúp phụ nữ hiếm muộn.
Một trong các lý do đó là đối với Phật giáo, Phật không phân biệt nam hay nữ. Khác với các thần thoại sơ khai quan niệm các vị thần có giới tính và co sự sinh sản, Phật giáo và các tôn giáo lớn trên thế giới không cho rằng thần của họ có giới tính và sự sinh sản. Do đó việc quan niệm Quán Âm là nam hay nữ không phải là vấn đề quan trọng trong Phật giáo. Vả lại, theo phẩm Phổ môn, khi muốn cứu vớt hoặc giác ngộ cho chúng sinh, Quán Âm có thể hóa thành 32 sắc tướng  Lưu trữ ngày 4 tháng 3 năm 2008 tại Wayback Machine như Phật, Bồ Tát, Càn-thát-bà, thiện nam, tín nữ v.v tùy theo đối tượng để cứu giúp chúng sanh.. Tín ngưỡng dân gian thờ Mẫu ở Việt Nam cũng có ảnh hưởng tới hình thức tượng Quan Âm tại đây.

## Các hình thức tượng

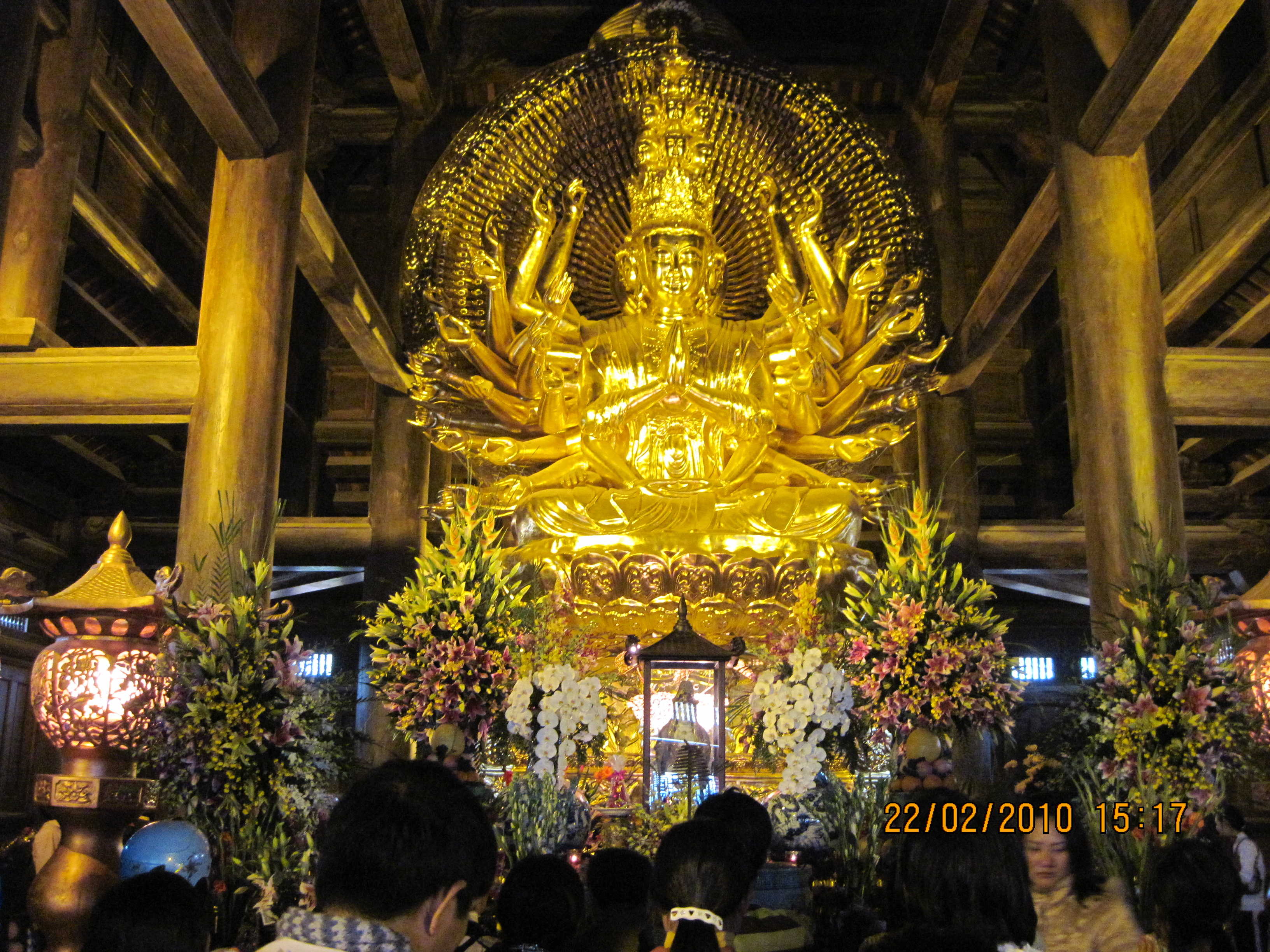
Tượng Quan Âm bằng đồng tại chùa Bái Đính (Ninh Bình)

- Tượng Quan Âm Cam lồ: Quan Âm Cam lồ là vị Phật có nhiệm vụ rảy nước cam lồ để cầu sự mát mẻ cho nhân gian. Tượng có một tay cầm bình cam lồ và một tay cầm cành dương liễu, Quan Âm đang đứng trên một toà sen và có thể có thêm lọng che trên đầu.
- Tượng Quan Âm tọa thiền
- Tượng Quan Âm Tọa sơn: Quan Âm tọa lạc trong một hang động hoặc trên núi, có bế một đứa trẻ trên tay trái, bên vai phải có thể có thêm một con vẹt hoặc chim khổng tước ngậm chuỗi hạt. Hình ảnh này lấy từ sự tích Quan Âm Thị Kính.

Vật cưỡi của Quan Thế Âm (nếu có) là một con hạc hay con công, có khi lại là phượng hoàng hoặc chim trĩ. Trong Mật tông, Quan Thế Âm có đôi mắt nửa khép nửa mở, đôi tai rất dài và đôi khi có hàng ria mép mỏng và những cánh tay dài.

## Các vị trí đặt tượng
Tượng Quan Âm được đặt không những ở trong điện Phật của chùa mà còn được đặt bên ngoài khuôn viên chùa. Thông thường, khi được đặt bên ngoài, tượng có màu trắng, mặt chính hướng ra hồ, sông hay biển. Như ở chùa Bổ Đà hoặc được đặt giữa một cái ao nhỏ như trong một số chùa ở Hồ Tây, Hà Nội. Đôi khi tại một số đèo nguy hiểm cũng có đặt tượng Quan Âm

## Nghệ thuật tạc tượng

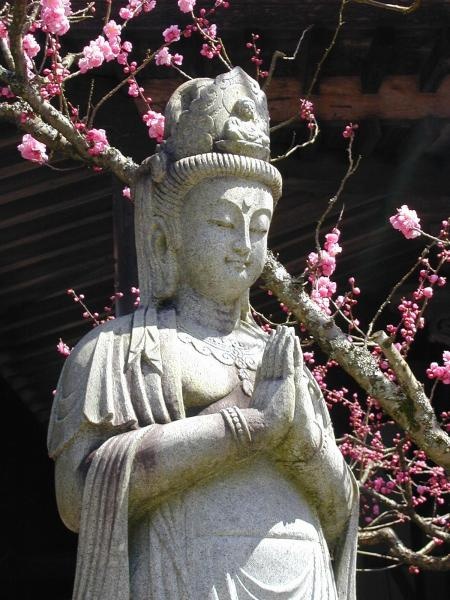
Tượng Quan Âm bằng đá tại Nhật Bản

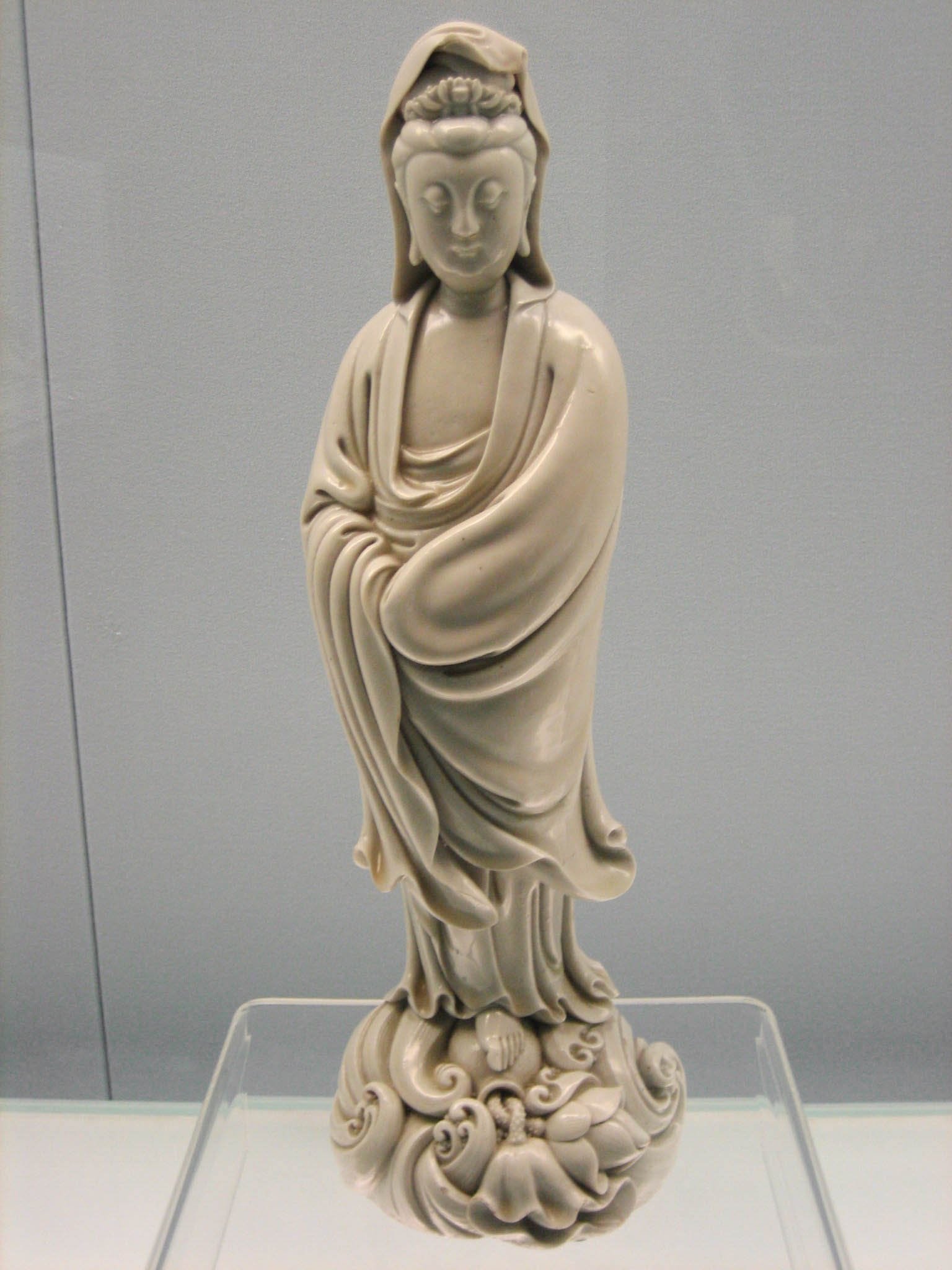
Tượng Quan Âm bằng gốm thời Minh, Bảo tàng Thượng Hải, Trung Quốc

### Tượng gỗ
Loại gỗ dân gian hay được dùng để tạo tượng là gỗ mít. Loại gỗ này dễ đục đẽo, bền và ít bị nứt và có ưu điểm là ưa sơn. Thông thường gỗ của một cây mít già thường được đưa ra ao ngâm vài tháng, giúp gỗ loại bỏ đi một số chất và côn trùng trong thân cây. Sau đó, thân gỗ sẽ được vớt lên và để ra ngoài trời phơi hàng tháng cho kiệt nước. Lúc này, gỗ đã có thể được sử dụng để bóc vỏ và pha cắt làm tượng. Nếu gỗ vừa cỡ tượng thì nghệ nhân chỉ việc đẽo bỏ đi phần thừa, nếu gỗ nhỏ mà tượng lớn thì phải ghép và làm mộng cho những chỗ này. Sau đó tượng gỗ sẽ được phủ ra ngoài một lớp đất phù sa tinh luyện trộn với sơn, hom toàn bộ pho tượng. Việc khắc và gắn những đôi tay là khó nhất sau cho tay được tự nhiên, mềm mại và không cứng nhắc. Sau khi hom sơn, tượng bắt đầu được sơn thếp. Lớp sơn then (sơn có màu đen) được phủ lên đầu tiên và được phủ nhiều lần để chúng ngấm cả vào lớp đất hom phủ trên bề mặt trước đó. Sau một vài lần phủ, người ta sẽ lấy giấy ráp đánh bóng cho bề mặt tượng thật bóng và mịn. Lớp sơn tiếp theo là lớp sơn cánh gián rất mỏng để dát vàng và bạc. Thông thường vàng và bạc được dát theo lối vẩy cá.
Các tượng của Nhật Bản thường được làm bằng gỗ Hinoki, gỗ của một loại cây tuyết tùng trắng, không bị biến đổi hình dáng sau nhiều năm. Sau khi được tạc hoàn chỉnh, tượng được thoa một lớp thạch cao mỏng ở bên ngoài và được tô màu các chi tiết.

### Tượng đá
Tượng đá là loại tượng có độ bền cao, nhưng để tạc một tượng Quan Âm, nhất là Quan Âm thiên thủ thiên nhãn thì rất khó. Thêm vào đó, người ta không thể ghép đá theo chiều ngang như vật liệu gỗ mà chỉ có thể ghép theo kiểu đặt chồng lên nhau. Để giải quyết vấn đề này, ở Campuchia, người ta đã đục ra từ một khối đá ban đầu và đục khắc tay sang hai bên, nhưng các cánh tay này lại sát với nhau đến tận khuỷu và cũng chỉ có tối đa đến 5 cánh tay. Tiếc rằng, những di vật khảo cổ học này không còn tìm thấy nguyên vẹn và người ta không biết chính xác những cánh tay này như thế nào. Các phần tìm lại của bức tượng chỉ còn từ phần khuỷu tay trở vào, cụt mất cánh tay. Các nghệ nhân xưa của Campuchia cũng đã cố gắng xoay xở và tạc lên chính thân thể Phật vô vàn những hóa thân là những tượng nhỏ, khắc chìm hoặc nổi lên khắp bề mặt tượng.

## Mối quan hệ giữa Phật giáo - Đạo giáo - Đạo mẫu của tượng
Tại Việt Nam, trong mô hình đạo Phật dân gian, các truyền thuyết về Quan Âm Nam Hải, Quan Âm Thị Kính đã có ảnh hưởng tới hệ thống các tượng Quan Âm thế kỷ XVII. Đây cũng là thời gian có sự xuất hiện của Mẫu Liễu Hạnh cũng các truyền thuyết về bà. Sự gia nhập của Đạo Mẫu vào các ngôi chùa đã khiến Liễu Hạnh trở thành vị thần được sùng kính nhát trong dân gian và được gọi là Mẫu Thượng Thiên, ngang hàng với vị thế của Quan Âm thiên thủ thiên nhãn. Theo Thạc sĩ,nhà nghiên cứu Trang Thanh Hiền thì có thể đưa ra một mô hình như sau:
| Thứ tự | Tên Mẫu          | Tên Quan Âm                  |
| ------ | ---------------- | ---------------------------- |
| 1      | Mẫu Thượng Thiên | Quan Âm Thiên thủ Thiên nhãn |
| 2      | Mẫu Thượng Ngàn  | Quan Âm Tọa Sơn              |
| 3      | Mẫu Thoải        | Quan Âm Nam Hải              |
| 3      | Mẫu Địa          | Quan Âm Thị Kính             |

Điều này cũng lý giải cho việc ở chùa Đại Áng, Thường Tín, Hà Tây, tượng Quan Âm nghìn mắt nghìn tay được đặt thờ phía trước toà thánh Mẫu.

## Tượng Quan Âm nghìn mắt nghìn tay

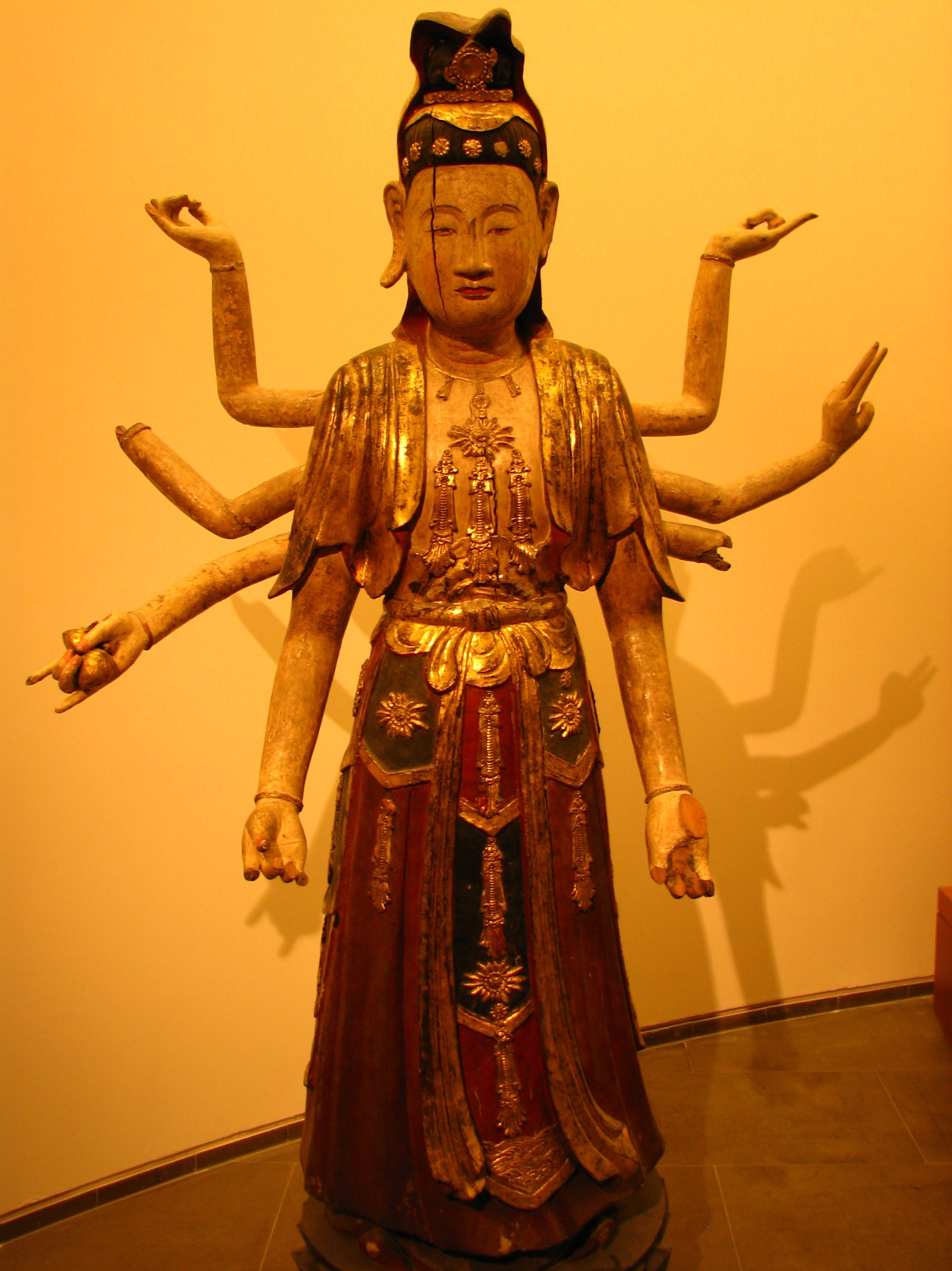
Tượng Quan Thế Âm nhiều tay (gỗ, khoảng thế kỷ XVIII), bộ sưu tập nghệ thuật Việt Nam của Bảo tàng Guimet, Paris.

Quan Thế Âm là vị bồ tát có nhiều phép thuật, hay cứu chúng sinh nên ngài có nghìn mắt, nghìn tay và được gọi là Quan Âm thiên thủ thiên nhãn (Quan Âm nghìn mắt nghìn tay). Hình tượng Quan Âm nghìn mắt nghìn tay đã có mặt tương đối sớm. Các tùy vật của Quan Âm thương thấy có ở các cánh tay này: cây gậy hành hương, mũi tên, Mặt Trăng, hoa sen xanh, bình nước, ngũ sắc tường vân, kiếm, hoa sen trắng, sọ người, gương soi, chùm nho, cây kích, kinh văn, thủ ấn, đinh ba, tràng hạt, phật, thiên cung, phất trần, thiền trượng, cung tên, hoa sen đỏ, vòng tay...
Ở Việt Nam, hình tượng này có từ thời Lý, Trần và đạt tới đỉnh cao nghệ thuật  với tượng Phật Quan Âm ở chùa Bút Tháp. Theo kinh điển của phái Mật tông, trong quá khứ xa xôi, Quan Âm được nghe Thiên quan Vướng Tĩnh Chú Như Lai giảng về Đại Bi Tâm Đà la Ni, sau đó đã xuất hiện trên người nghìn mắt để thấy khắp |thế gian]] và nghìn tay để cứu vớt chúng sinh. Còn ở Việt Nam, câu truyện cổ tích "Bà chúa Ba" hay "Sự tích Phật Bà nghìn mắt nghìn tay chùa Hương Tích" đã giải thích cho lý do xuất hiện hình tượng Quan Âm này. Tượng Quan Âm nghìn mắt nghìn tay ở chùa Mễ Sở, Hưng Yên và ở chùa Bút Tháp, Bắc Ninh là hai tượng Quan Âm tiêu biểu về nghệ thuật và trí tưởng tượng phong phú của nghệ nhân.
Tượng Quan Âm nghìn tay nghìn mắt ở chùa Bút Tháp, xã Đình Tổ, tỉnh Bắc Ninh, Việt Nam. Phiên bản tại Viện bảo tàng lịch sử Việt Nam]]
Một trong những tượng Bồ Tát Quan Thế Âm thiên thủ thiên nhãn bằng gỗ lớn nhất và được coi là đỉnh cao của nghệ thuật điêu khắc cổ Việt Nam là tượng Quan Âm Nam Hải tại chùa Bút Tháp. Trên bức tượng này có sự kết hợp hài hòa của tư tưởng Phật giáo và tư tưởng Nho giáo. Thời điểm xuất hiện tượng là vào thế kỷ XVII, khi mà Nho giáo đã có một vị trí khá vững chắc trong xã hội Việt Nam nên nhiều quy chuẩn, cách thức của tượng có ảnh hưởng từ Trung Quốc.
Tượng cao 3,7 m, vành hào quang rộng 2,1 m và bệ tượng dày 1,15 m. Ngoài hai đôi tay chính được chắp trước ngực theo kiểu "liên hoa hợp chưởng" và được đặt trên đùi theo kiểu "thiền định" thì tượng còn có 38 cánh tay lớn nằm ở hai bên. Cánh tay xa nhất có chiều dài là 2 m. Đằng sau lưng Phật có 789 cánh tay nhỏ, được sắp xếp theo những vòng tròn đồng tâm và được đặt so le nhau ở từng lớp, tạo thành một vòng hào quang cho tượng. Những cánh tay này vừa là ánh sáng hào quang, vừa là những con mắt thấu suốt coi trông nhân loại.
Đây là bức tượng được triều đình cung tiến cho chùa và là bức tượng duy nhất trong hệ thống tượng cổ Việt Nam có ghi niên đại năm tạc, tên người tạc. Trên tượng có ghi: "Tuế thứ Bính Thân niên, thu nguyệt, cốc nhật doanh tạo. Nam Đông Giao Thọ nam tiên sinh phụng khắc". Tượng phối hợp cả hai dạng xuất hiện của Quán Thế Âm, đó là Quán Thế Âm Thập nhất diện đại bi thế tự tại (zh. 十一面大悲世自在, sa. ekādaśamahākāruṇika-lokeśvara) với 8 tay và Thiên thủ thiên nhãn thế tự tại (zh. 千手千眼世自在, sa. sahasrabhuja-lokeśvara) với gần 1000 cánh tay, đồng thời, trong lòng mỗi bàn tay đều có chạm một con mắt, làm cho bức tượng mang ý nghĩa kép. Những cánh tay ở đây vừa là ánh hào quang độ lượng của Phật, vừa tượng trưng cho những bàn tay dang ra cứu vớt đời, vừa là những con mắt thấu suốt coi sóc đến chúng sinh.

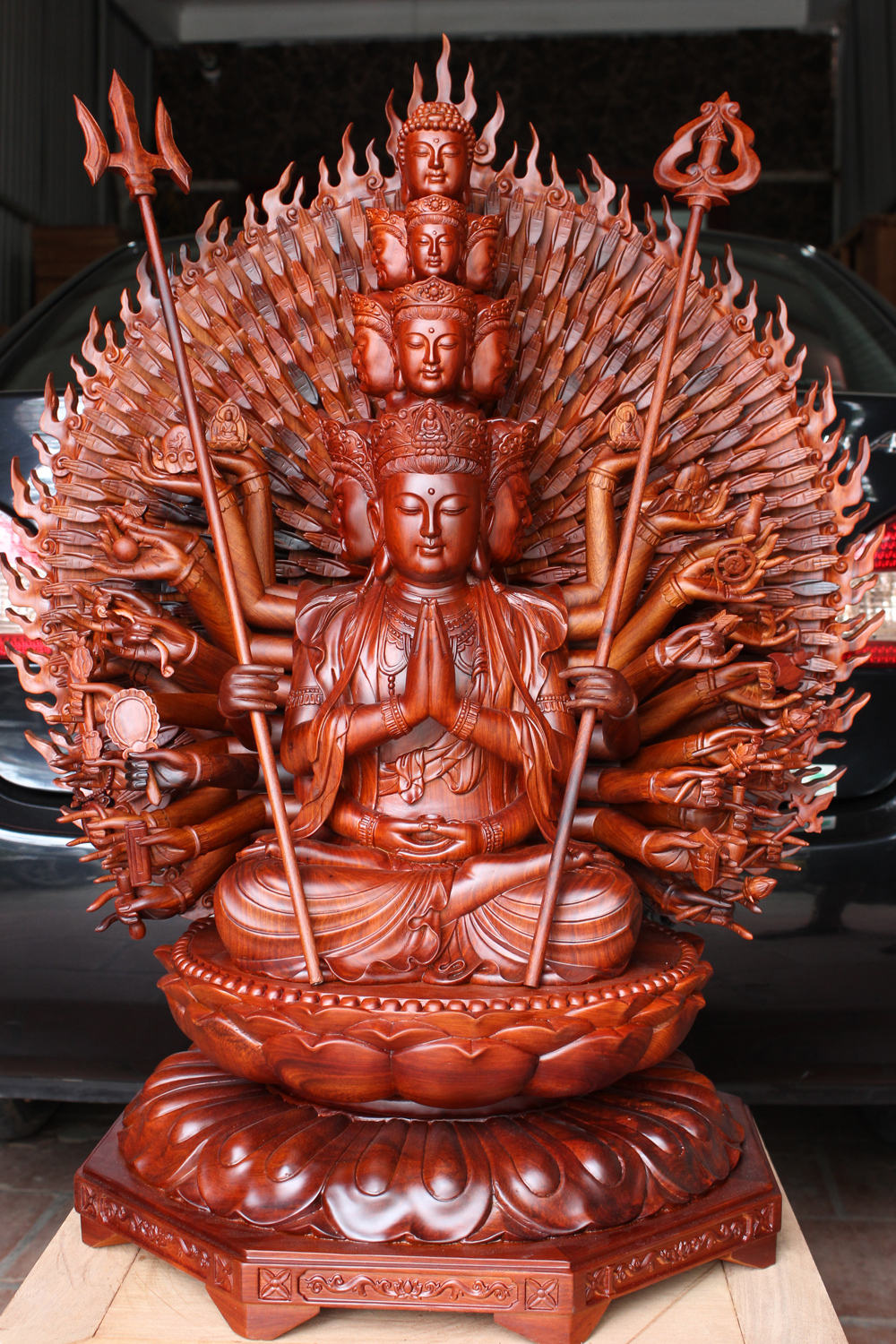
Tượng Thiên Thủ Thiên Nhãn Thập Nhất Diện Quan Thế Âm Bồ Tát 42 thủ ấn tại Chùa Vạn Phước, tỉnh Bà Rịa Vũng Tàu

Tượng Bút Tháp cũng thể hiện một hình thức đặc trưng cho các tượng Quan Âm là dạng nữ tính của tượng. Các tượng nam tính thường dong dỏng cao, vai nở, bụng thon, còn ở đây hình ảnh người mẹ, người phụ nữ được thể hiện qua chi tiết khuôn bụng đầy đặn, vai không quá to, tỷ lệ vừa phải. Phật có khuôn mặt dôn hậu, điềm tĩnh siêu thoát. Hai bên đầu tượng còn được tạc thêm hai bộ mặt ở hai bên má và có thêm 8 bộ mặt ở 3 tầng trên mũ và trên đỉnh có một pho tượng A-đi-đà. Truyền thuyết kể lại rằng, khi nhìn nỗi khổ của chúng sinh trong địa ngục, ngài kinh hoảng đến mức đầu vỡ tung thành 10 mảnh. A-di-đà, vị Phật đỡ đầu của ngài, biến mỗi mảnh đầu vỡ đó thành một đầu (hoặc gương mặt) nguyên vẹn. Chín gương mặt có nét hiền hậu, gương mặt thứ 10 thì hung tợn vì người ta cho rằng, với một gương mặt hung tợn Bồ tát dễ xua đuổi các loại tà ma. Gương mặt thứ 11 (hoặc nguyên hình tượng) là Phật A-di-đà.
Tượng Bút Tháp còn có một điều khá đặc biệt là 4 vòng sắt lớn được gắn vào thân mình tượng giống hệt vị trí như ở các tượng Tứ Pháp. Tác dụng của những vòng này của tượng Tứ Pháp là để dùng khi rước Tứ Pháp vào ngày 4 tháng 8 Âm lịch để cầu mưa, cầu mùa. Như vậy, chắc có điều gì đó liên quan và giao thoa trong tín ngưỡng giữa tượng Quan Âm nghìn tay nghìn mắt và Tứ Pháp.

### Tượng tại chùa Mễ Sở

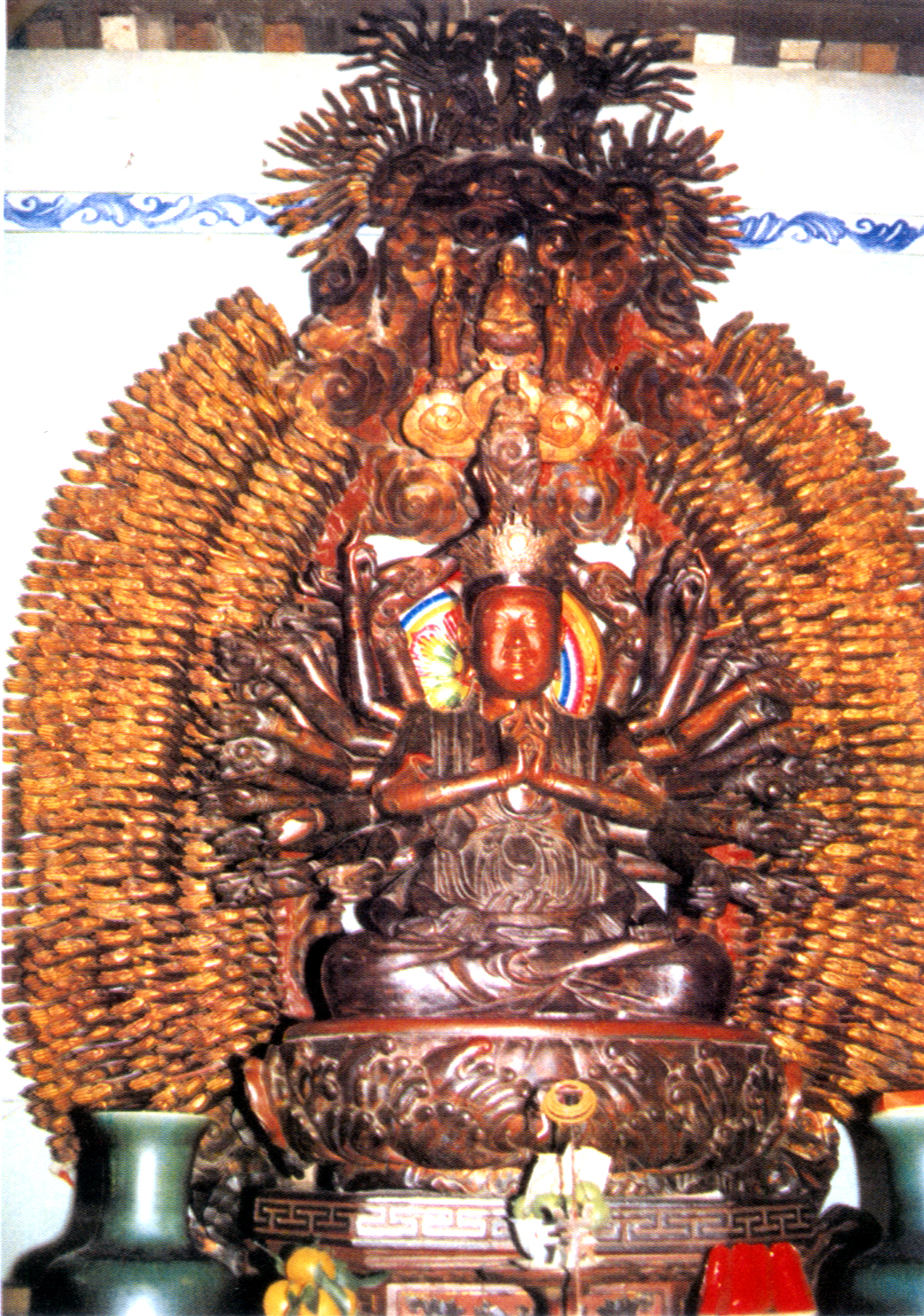
Tượng Quan Âm nghìn tay nghìn mắt ở chùa Mễ Sở, tỉnh Hưng Yên, Việt Nam

Trong số các tượng loại này ở Việt Nam thì tượng Quan Âm thiên thủ thiên nhãn chùa Mễ Sở, Hưng Yên có số lượng tay nhiều nhất, tới hơn một nghìn chiếc (1.113 tay). Ngoài việc các cánh tay được ghép thành hình vòng cung như ở tượng chùa Bút Tháp, nó còn được phát triển tiếp lên phía trên đầu vị Phật, tạo thành các đường vòng uốn khúc liên tục như những đám mây cuộn. Đặc biệt, các tay nhỏ của Quan Âm không chỉ tạc từ cánh tay trở ra như tượng chùa Bút Tháp mà nó còn có thêm phần gập của khuỷu tay. Đôi tay trên cùng được chụm lại ở phía trên đỉnh của mũ thiên quan (được gọi là tay Đảnh hóa Phật), hình thức này được làm theo khuôn mẫu của tượng Phật Trung Quốc. Điểm ấn tượng nhất của pho tượng này là có thêm một đôi tay ở sau lưng tượng (được gọi là tay Phổ Lễ), việc này làm cho bức tượng có thêm một không gian nữa, tạo thành không gian đa chiều cho việc thưởng thức nghệ thuật tượng. Thân hình tượng Mễ Sở nhỏ hơn tượng Bút Tháp.

## Kiểu tượng đặc sắc nhất ở Việt Nam
Tại chùa Hòe Nhai (Hồng Phúc tự) ở 19 Hàng Than, Ba Đình, Hà Nội có một tượng khá độc đáo. Đó là pho tượng một vị Phật to lớn ngồi trên tòa sen và có đế tượng lại tạc hình một nhà vua mặc triều phục đang trong tư thế cúi lạy. Tương truyền tượng này do vua Lê Hy Tông sai tạc để sám hối sau sự kiện thiền sư Tông Diễn thuộc phái Tào Động đời thứ 37 vào kinh dâng ngọc khai thị...Xem thêm chi tiết tại #Liên kết ngoài.

## Các tài liệu dạy tạo tượng
Những quy cách tạo tượng Phật đã được tổng kết thành sách, hiện có ở Viện nghiên cứu Hán Nôm như:
- Tân biên tam muội tạo tượng kinh
- Phật tượng lượng đạc kinh
- Tạo tượng đạc đồ dạng
- Diên quang tam muội tạo tượng

Những cuốn sách này cho biết chi tiết và chuẩn mực quy định riêng như tỷ lệ đầu, tai, nhân trung. Ngoài phần chữ Hán được khắc in theo nguyên bản, người ta còn diễn Nôm bổ sung vào để phổ biến cho người đọc.